# Општина Шопоту Ноу (Караш-Северин)
Општина Шопоту Ноу (рум. Comuna Şopotu Nou) је општина у округу Караш-Северин у Румунији. Седиште општине је насеље Шопоту Ноу, а према попису из 2021. у општини је било 896 становника.

## Географија
Општина Шопоту Ноу се налази у јужном делу округа Караш-Северин, 100 km удаљен од окружног седишта, Решице, а 90 km од Баиле Херкулане. Смештена је у западном делу Алмашке долине где се она завршава, а почиње клисура реке Нере. Нера чини северну границу општине, а кроз општину протичу њене притоке од којих је најзначајнији Ракита. У јужном делу општине уздиже се планина Локва. У југоисточном делу су врх Вакарету (653 m), Фрасинулуј (670 m), Равенска (726 m) и брдо Стењак (732 m), у централном делу је врх Урзикари (707 m), а у западном Станчилова (613 m), брдо Кунуна Кеј и Чукар.
Општина се састоји од 10 насеља, од којих су само три збијеног типа са јасно извојеним језгром, а остала су разбијеног типа у долинама и на брдима.
Границе општине су следеће:
- на северу − општина Лапушнику Маре
- на истоку − општина Далбошец
- на југоистоку − општина Берзаска
- на југу − општина Сикевица
- на југозападу − општина Гарник
- на северозападу − општина Карбунари

Површина општине износи 7.230,86 хектара.

## Становништво
Према попису из 2021. у општини Банија живело је 896 становника што је за 261 мање (-22,56%) у односу на попис из 2011. када је било 1.157 становника.
| Етнички састав према попису из 2021.‍ | Етнички састав према попису из 2021.‍ | Етнички састав према попису из 2021.‍ | Етнички састав према попису из 2021.‍ | Етнички састав према попису из 2021.‍ |
| ------------------------------------ | ------------------------------------ | ------------------------------------ | ------------------------------------ | ------------------------------------ |
|                                      |                                      |                                      |                                      |                                      |
| Румуни                               | Румуни                               |                                      | 768                                  | 85,71%                               |
| Чеси                                 | Чеси                                 |                                      | 50                                   | 5,58%                                |
| Роми                                 | Роми                                 |                                      | 4                                    | 0,45%                                |
| Непознато                            | Непознато                            |                                      | 74                                   | 8,26%                                |

### Насеља
Општина се састоји из 10 насеља, Ваља Ракитеј, Ваља Рошије, Дриштије, Карша Рошије, Појениле Боинеј, Ракита, Равенска, Станчилова, Урку и Шопоту Ноу. Највеће насеље је Шопоту Ноу које је и седиште општине, а најмање Дриштије.
| Назив              | Румунски назив | Становништво | Становништво |
| Назив              | Румунски назив | 2011.        | 2021.        |
| ------------------ | -------------- | ------------ | ------------ |
| Ваља Ракитеј       |                | 91           | 93           |
| Ваља Рошије        |                | 62           | 30           |
| Дриштије           |                | 18           | 14           |
| Карша Рошије       |                | 67           | 59           |
| Појениле Боинеј    |                | 44           | 19           |
| Равенска           |                | 88           | 69           |
| Ракита             |                | 151          | 97           |
| Станчилова         |                | 307          | 213          |
| Урку               |                | 44           | 40           |
| Шопоту Ноу         |                | 285          | 262          |
| Општина Шопоту Ноу |                | 1.157        | 892          |